# Microsoft SharePoint
Microsoft SharePoint – platforma oprogramowania do pracy grupowej firmy Microsoft w formie aplikacji webowej. Jest zaprojektowana z myślą o złożonych aplikacjach webowych oraz wspiera rozmaite kombinacje dotyczące zarządzania, publikacji oraz manipulacji informacjami pomiędzy użytkownikami w sieci korporacyjnej.
SharePoint jest wielozadaniową platformą, pozwalającą na zarządzanie i zabezpieczanie stron internetowych oraz różnego rodzaju plików i dokumentów importowanych pomiędzy serwerem a klientem. Dodatkowo umożliwia współpracę i integrację pomiędzy sobą serwerów sieciowych oraz zawartych w nich repozytoriach danych. Poza powyższym, Microsoft SharePoint może pełnić rolę platformy deweloperskiej, za pomocą której webmasterzy mogą rozbudowywać swoje aplikacje.
Microsoft dostarcza wersję SharePoint Foundation za darmo, jednakże wersje „premium” wraz z dodatkowymi funkcjami oferuje odpłatnie. SharePoint jest również dostarczany w formie usługi w chmurze.

## Koło SharePoint
Ze względu na ogromny zasób funkcjonalności jakie oferuje klientom platforma SharePoint, firma Microsoft stworzyła pojęcie tzw. „Koła SharePoint”. Koło to wizualnie obrazuje klientom tej platformy 6 głównych funkcji jakie dostarcza im środowisko:
- Sites – SharePoint fundamentalnie umożliwia zabezpieczenie stron internetowych (public/private) bez konieczności posiadania specjalistycznej wiedzy na ten temat. SharePoint jest zaprojektowany jako miejsce centralne, z którego korzystający z Microsoft SharePoint mogą zarządzać swoimi stronami.
- Communities – SharePoint dąży do wsparcia komunikacji pomiędzy różnymi organizacjami takimi jak: zespoły projektowe, grupy klientów czy grupy wyodrębnione na podstawie lokalizacji geograficznej.
- Content – SharePoint zapewnia lokalne miejsce, w którym klienci platformy Microsoft SharePoint mają możliwość dodawania różnego rodzaju plików, dokumentów lub ogólniej – różnych informacji, które klienci platformy Microsoft SharePoint chcą umieścić na serwerze/serwerach. Te zaś mogą zostać modyfikowane za pomocą przeglądarki internetowej lub innych aplikacji desktopowych lub aplikacji dedykowanych urządzeniom mobilnym.
- Search – SharePoint zapewnia szereg możliwości dotyczących wyszukiwania, takich jak: wyszukiwanie wśród dokumentów lokalnych, wśród repozytoriów zewnętrznych (publikowanych przez serwery sieciowe) lub też profili konkretnych użytkowników.
- Insights – informacje z różnych części organizacji mogą być uwidaczniane w ramach różnych kontekstów użyteczności, pozwalając na zwiększenie efektywności.
- Composites – SharePoint zapewnia platformę opartą na ASP.NET 3.5, zapewniając rozwiązywanie problemów biznesowych używając SharePoint Designer, który umożliwia modyfikację zawartości strony na zasadzie WYSIWYG. Poza tym istnieje możliwość edycji zawartości na poziomie kodu, używając środowiska Microsoft Visual Studio.

## Aplikacje
Najbardziej powszechne sposoby wykorzystania platformy SharePoint:
- Portale intranetowe – Intranetowy portal SharePoint jest sposobem na scentralizowanie dostępu do informacji oraz aplikacji w obszarze sieci korporacyjnej. Jest to narzędzie umożliwiające przedsiębiorstwu zarządzanie jej danymi, aplikacjami oraz informacjami w dużo łatwiejszy sposób. Rozwiązanie narzędzia SharePoint przynosi wiele organizacyjnych korzyści takich jak: wzrost zaangażowania pracowników, centralizacja procesu zarządzania oraz redukcja kosztów związanych z utrzymaniem personelu.
- Dane przedsiębiorstwa i zarządzanie dokumentami – SharePoint jest często używany do przechowywania i wyszukiwania dokumentów elektronicznych lub obrazów dokumentów papierowych. Pozwala również na śledzenie kolejnych wersji dokumentów modyfikowanych przez różnych użytkowników. Dodatkowym atutem jest umożliwienie rozbudowanym sieciom przemysłowym (gdzie klienci spotykają się z konfliktem odnośnie do rozmaitych standardów, a także redundancją wykonywanej pracy) utworzenia centralnego repozytorium, gdzie przechowywano by niezbędne dokumenty. Pozwala to znacząco ograniczyć duplikowanie danych transmitowanych przez sieć i umożliwić zgromadzenie wszystkiego w jedno miejsce, do którego wszyscy upoważnieni użytkownicy mieliby dostęp.
- Strony internetowe – SharePoint może być używany do serwowania publicznych stron internetowych. Wymaga to jednak zakupu dodatkowej licencji SharePoint Server 2010 for Internet Sites na każdy serwer, który będzie używany w tym celu. W przypadku zakupu takiej licencji nie jest wymagane posiadanie przez użytkowników wykupionych licencji CAL.[1]

## Konfiguracja i dostosowanie
SharePoint od wersji 2010 oferuje płynny interfejs użytkownika oparty na „wstążce” (idea zaczerpnięta z Microsoft Office). Mechanizm ten, a raczej sposób dostępu do narzędzi programu, stanowi generalny interfejs użytkownika, dzięki któremu użytkownik jest w stanie manipulować danymi, edytować stronę, lub zwiększać funkcjonalność klientów platformy Microsoft SharePoint aplikacji webowej.

## Architektura

### Aplikacje webowe
Aplikacje webowe są najwyższego szczebla kontenerami dla zawartości SharePoint i stanowią interfejs, przez który użytkownik jest w stanie komunikować się z SharePointem. Aplikacje webowe są ściśle powiązane z pewnymi odwzorowaniami dostępu lub adresami URL, które są zdefiniowane w centralnej konsoli zarządzania. Pozwala to na automatyczne kopiowanie konfiguracji każdego serwera w farmie do serwera IIS (Internet Information Server). Aplikacje webowe są jednostkami niezależnymi względem siebie, posiadają odrębne zasoby i mogą być restartowane na serwerze IIS niezależnie od siebie.
Z grubsza rzecz ujmując webowy interfejs użytkownika pozwala klientom tej platformy na:
- manipulowanie zawartością list, bibliotek oraz zawartością stron internetowych
- kopiowanie, tworzenie, usuwanie oraz zmianę nazwy list, bibliotek oraz zawartości stron internetowych
- zarządzanie zezwoleniami użytkowników
- zarządzanie widokiem historii wersji stron lub dokumentów
- zarządzanie definicjami i właściwościami list, bibliotek oraz stron internetowych

#### Kolekcja stron
Kolekcja stron jest przeznaczona do grupowania stron w ramach aplikacji webowej. Każda aplikacja webowa musi posiadać przynajmniej jedną kolekcję stron. Kolekcja stron może posiadać unikatowe powiązanie z zawartością swojej bazy danych lub udostępniać ją w ramach stron w swojej kolekcji.

### Aplikacje serwisowe
Aplikacje serwisowe zapewniają dodatkową funkcjonalność dla innych aplikacji webowych oraz serwisowych w ramach danej farmy. Przykładowy serwis aplikacji może zawierać tzw. Serwis User Profile Sync lub serwis Search Indexing. Aplikacje serwisowe mogą istnieć na serwerze, mogą zostać wyłączone lub pozostać w stanie równowagi obciążenia w ramach wybranych serwerów w farmie. Aplikacje serwisowe są projektowane tak, aby były niezależne względem siebie najbardziej jak tylko się da tak, więc zależnie od aplikacji serwisowej – restartowanie aplikacji serwisowej, uszkodzenie / przerwa w działaniu aplikacji serwisowej lub też zdekonfigurowanie aplikacji serwisowej może nie być krytyczne dla działania całej farmy. Każda z aplikacji serwisowych udostępnia typowo na farmie swój własny proces, który wymaga określonej ilości pamięci RAM, a także własną konfigurację bazy danych oraz własne konto serwisowe AD (Active Directory). SharePoint Server oraz SharePoint Enterprise zawierają więcej aplikacji serwisowych niż SharePoint Foundation.

### Administracja i ochrona
Centralna Administracja SharePoint CA (ang. SharePoint Central Administration) jest aplikacją webową, która znajduje się na maksymalnie jednym serwerze w danej farmie. Aplikacja ta zapewnia kompletny scentralizowany interfejs zarządzania dla webowych oraz serwisowych aplikacji w danej farmie. W sytuacji awarii CA, Windows PowerShell umożliwia rekonfiguruję farmy.

## Edycje SharePoint
Microsoft SharePoint 2010 zostało wydane w trzech różnych edycjach:
- SharePoint Foundation,
- SharePoint Standard,
- SharePoint Enterprise

### Microsoft SharePoint Foundation
Microsoft SharePoint Foundation jest platformą dla wszystkich produktów z rodziny SharePoint. Zawiera wszystkie rdzenne funkcjonalności oraz architekturę złożoną ze wszystkich komercyjnych wersji pakietu SharePoint. SharePoint jest możliwy do pobrania za darmo, jednak obowiązkowo należy odbyć proces rejestracji.

### Microsoft SharePoint Server
Microsoft SharePoint Server jest wbudowany w SharePoint Foundation w kilku kluczowych obszarach.
- Strony – kierowanie publicznością, narzędzia zarządzania, usługa bezpiecznego przechowywania danych, funkcjonalność analityki webowej.
- Communities – ‘MySites’ (profile osobiste, w tym narzędzia zarządzania oraz wyszukiwania), przedsiębiorstwa Wiki, hierarchiczne uporządkowanie przeglądarek, etykiety oraz notatki.
- Zawartość – ulepszone narzędzia, zgodność dokumentów, zarządzanie rekordami
- Wyszukiwanie – lepsze wyniki wyszukiwania, sposobność dostosowania wyszukiwania, wyszukiwanie w telefonach komórkowych na zasadzie „Czy miałeś na myśli…?”
- Złożoność – gotowe szablony przepływu pracy, profile stron BCS

### Microsoft SharePoint Enterprise
Microsoft SharePoint Enterprise jest wbudowany w SharePoint Server, jednakże aby korzystać z jego właściwości należy wprowadzić dodatkowy klucz licencyjny. Produkt jest równoważny z MOSS 2007 Enterprise.
Właściwości Microsoft SharePoint Enterprise zawierają:
- wyszukiwanie i podgląd miniatur, bogate indeksowanie sieciowe, lepsze wyniki wyszukiwania
- BI Integration, Dashboards, and Business Data Surfacing
- PerformancePoint
- Microsoft Access, Visio, Excel, oraz serwisy InfoPath Forms
- Rozszerzenia SharePoint Enterprise Search

## Licencjonowanie
Licencjonowanie produktów SharePoint nie należy do najprostszych i najtańszych. Nie ma oficjalnych kalkulatorów do obliczania kosztów licencyjnych (są jedynie nieoficjalne). Oprogramowanie SharePoint nie należy także do oprogramowania jednoserwerowego (można oczywiście go zainstalować tylko na jednej maszynie, ale wtedy szacowany uptime całej instalacji spada, instalacja jest narażona na niedostępności oraz niską wydajność przy wyższej liczbie aktywnych użytkowników). Dla większej liczby użytkowników przygotowuje się na ogół farmy serwerów.
Na serwerach instaluje się następujące licencjonowane narzędzia firmy Microsoft:
- Windows Server – na każdym serwerze bez względu na funkcję jaką spełnia w całej instalacji.
- bazy danych MS SQL Server, które są wymagane do poprawnego działania aplikacji. Wymagana jest co najmniej jedna instalacja/serwer bazodanowy
- SharePoint
- SharePoint Server 2010 for Internet Sites na wszystkich serwerach, które są udostępnione dla użytkowników zewnętrznych.

Ponadto w przypadku zastosowań intranetowych (wewnątrz firmy) wymagany jest zakup licencji CAL dla każdego użytkownika, który ma dostęp do platformy SharePoint (alternatywnie dla każdego urządzenia, z którego użytkownicy będą korzystali z SharePointa).

## Wymagania systemowe

### Sprzęt serwerowy
| Procesor    | - 64-bitowy, 4 rdzeniowy |
| RAM         | - 8GB dla deweloperów oraz standardowego użycia - Co najmniej 12 GB dla użycia produkcyjnego na serwerze lub złożonej farmie serwerów |
| Dysk twardy | - 80GB dla funkcjonowania systemu. Wymaganie odnośnie do miejsca zależy od łącznego rozmiaru przechowywanych aplikacji.               |

### Oprogramowanie serwera
| System operacyjny  | - Windows Server 2008 SP2 (64-bit) Standard, Enterprise, Data Center, lub Web Server - Windows Server 2008 R2 (64-bit) Standard, Enterprise, Data Center, lub Web Server - Windows 7 (64-bit) lub Windows Vista (64-bit)         |
| Serwer bazy danych | - Microsoft SQL Server 2008 (64-bit) R2 - Microsoft SQL Server 2008 (64-bit) wraz z Service Pack 1 oraz Cumulative Update 2 (Reporting Services Integration wymaga Cumulative Update 8) - Microsoft SQL Server 2005 (64-bit) SP2 |

## Oprogramowanie klienta
Przeglądarki internetowe wspierające SharePoint:
- Internet Explorer 7 lub wyżej (w pełni wspierany)
- Mozilla Firefox 3.6 (wspierany, z ograniczeniami)
- Apple Safari 4.04 (wspierany, z ograniczeniami)
- Google Chrome 12 (wspierany wraz z Service Pack 1, z ograniczeniami)

Aplikacje pozawebowe wspierające SharePoint:
- Windows – Microsoft Office 2010 – Workspaces (klient wspierany)
- Macintosh – Microsoft Office 2011 – Document Connection’ (klient wspierany)
- Windows Phone 7 – „Microsoft Office” (klient wspierany)
- Windows Mobile 6.5 – „Microsoft SharePoint Mobile” (klient wspierany)
- iOS – MoShare (klient nieoficjalny)
- Android, iOS, BlackBerry Playbook, Macintosh – SharePlus[29] (klient nieoficjalny)
- Większość RSS, OData, oraz klienci Podcast (generalnie nie wspierane)